# Amaral
Amaral è un gruppo musicale spagnolo, formato da Eva Amaral, cantante proveniente da Saragozza, e Juan Aguirre, chitarrista originario di Donostia-San Sebastián. I due sono gli autori delle canzoni del gruppo.
Il loro stile musicale si potrebbe definire pop rock, ma spesso è fuso con ritmi latini, e beat, ottenendo una musica complessa e lirica, con testi dal contenuto altamente poetico.

## Storia del gruppo

### Prima di Amaral
La storia del duo risale agli inizi degli anni novanta. Eva era allora studente alla Scuola di Arti e Mestieri di Saragozza e dava spazio alla propria passione per la musica suonando prima nei "Bandera Blanca" alla batteria e successivamente anche nei "Lluiva Ácida" alla voce. Juan, iscritto alla locale Facoltà di Filosofia era invece il chitarrista del gruppo "Días de vino y rosas".
I due si conoscono nel 1993 in uno studio di registrazione e, collaborando per una canzone del gruppo di Eva si accorgono di avere idee e gusti musicali affini. Decidono allora di lavorare insieme e danno vita a questo progetto iniziando a comporre ed a suonare in alcune piccole sale di Saragozza, continuando per i seguenti 5 anni.

### Gli inizi
Il duo si trasferisce poi a Madrid, dove il primo gennaio 1997 nasce ufficialmente il gruppo, gli "Amaral". Il nome è scelto da Juan contro il parere di Eva, che non ritiene il proprio cognome adatto allo scopo.
Quello stesso anno firmano un contratto con l'etichetta Virgin-EMI e il 18 maggio 1998 viene pubblicato il primo album, "Amaral", prodotto da Pancho Varona. Da questo disco vengono lanciati come singoli i cinque brani "Rosita", "Voy a acabar contigo", "No sé que hacer con mi vida", "Un día más" e "Tardes".
Le vendite raggiungono circa le 70 000 copie e il gruppo vede così aprirsi le porte dello scenario musicale spagnolo, iniziando già a godere del sostegno di vari gruppi di fan in tutto il paese.

### Una pequeña parte del mundo
Nel 2000, dopo il tour di presentazione del primo album ed essersi creati uno spazio nel panorama musicale del pop spagnolo, Amaral registra a Londra il suo secondo album, dal titolo "Una pequeña parte del mundo", prodotto da Cameron Jenkins. Il disco, composto da 13 canzoni, è un'opera più matura e uno dei brani, "Nada de nada", scritto dalla scomparsa Cecilia ed interpretato da Amaral in suo omaggio, ne è la prova.
Da questo secondo album, che vende 50 000 copie, vengono estratti i quattro singoli "Como hablar", "Subamos al cielo", "Cabecita loca" e "Nada de nada".

### Estrella de mar
Due anni più tardi, Amaral entra di nuovo in studio: sotto la produzione di Jenkins registra il suo terzo album, "Estrella de mar". Con questo disco Amaral ottiene una grande quantità di premi, fra i quali un MTV Europe Music Award al miglior artista spagnolo. Le vendite, che oltrepassano le 900 000 copie fanno sì che in Spagna "Estrella de mar" diventi il disco spagnolo più venduto nel 2002. Inoltre, pubblicando in America una edizione speciale di questo album, Amaral si lancia sul palcoscenico internazionale.
Per questo motivo il tour che segue non si limita alla Spagna, ma va a toccare anche il Messico, l'Argentina ed il Cile, dove Amaral si esibisce assieme al gruppo La ley nella canzone "Te necesito".
Nel 2003, Eva Amaral si lancia nel mondo del cinema come protagonista di un cortometraggio diretto da Andreu Castro, intitolato "Flores para Maika", nel quale interpreta una donna che muore tra le braccia del proprio amato. Il brano "Salir corriendo" viene inserito nella colonna sonora, e contemporaneamente viene pubblicato come sesto singolo.
Nell'estate del 2004, quando Amaral si sta accingendo ad iniziare le registrazioni per il nuovo album, Juan subisce un incidente a una mano. Per questo motivo il gruppo, che nel frattempo era stato scelto per accompagnare Bob Dylan nel suo tour spagnolo, si esibisce con la sola Eva alla chitarra, mentre Juan interviene in alcuni brani suonando l'armonica.

### Pájaros en la cabeza
Finalmente, nel novembre dello stesso anno, Eva e Juan partono per Londra, dove agli Eden Studios, ancora una volta grazie alla produzione di Cameron Jenkins, registrano il loro quarto album, composto da 14 canzoni inedite.

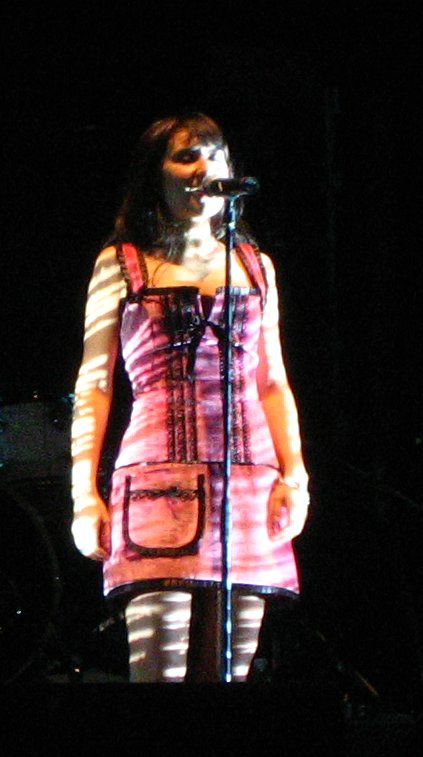
Eva Amaral, nel concerto di Fuenlabrada, Madrid (2004)

"Pájaros en la cabeza" esce il 14 marzo 2005 e vende più di 600 000 copie in tutto il mondo raggiungendo il vertice della classifica delle vendite in Spagna (SGAE ), anche grazie al successo dei cinque singoli "El universo sobre mí", "Días de verano", "Marta, Sebas, Guille y los demás", "Resurrección" e "Revolución".
In giugno inizia il tour che parte da Salamanca e porta Amaral a girare in cinque mesi per tutta la Spagna, con alcune date in Messico ed Argentina. Il 15 settembre a Barcellona viene registrato il concerto che viene poi pubblicato in DVD il 28 novembre dello stesso anno con il titolo di "El comienzo del Big Bang".
Nell'estate 2006, Amaral registra una propria versione del brano "Si tú no vuelves" di Miguel Bosé, assieme al cantante messicano Chetes: questa canzone viene a far parte della colonna sonora di "Efectos secundarios", film di Issa López. Nel settembre dello stesso anno, "Pájaros en la cabeza" viene ripubblicato in Messico in versione CD+DVD, inserendo anche "Si tu no vuelves", che viene quindi lanciato come quarto singolo.
Nel dicembre del 2006, Amaral lancia sul mercato un'edizione speciale di tutta la propria discografia dal titolo "Amaral Edición Especial Navidad", che comprende (oltre ovviamente agli album "Amaral", "Una pequeña parte del mundo", "Estrella de mar" e "Pájaros en la cabeza", ed il DVD "El comienzo del Big Bang") anche le partiture di tutte le canzoni e delle rarità per i fan. Vende in poco tempo circa 325 000 copie.
Terminato il tour, Eva e Juan si prendono del tempo da dedicare alla composizione di nuove canzoni. Questo periodo li vede collaborare con altri artisti come Pereza, Moby, Ariel Rot e Jaime Urrutia ed esibirsi con Deluxe, Los Secretos, Jaime Urrutia e Lagartija Nick.

### Gato negro ◆ Dragón rojo
All'inizio del 2008 Eva e Juan producono una cover della canzone di Bob Dylan "A Hard Rain's A-Gonna Fall" per la promozione dell'Esposizione Internazionale di Saragozza, chiamandola Llegará la tormenta.
Il 27 maggio è uscito il loro quinto album di studio dal titolo "Gato negro ◆ Dragón rojo", composto da 19 nuovi brani il primo dei quali è "Kamikaze". In questo disco canta anche Juan, nel brano, "Es sólo una canción". L'album è entrato direttamente al primo posto della classifica ufficiale degli album più venduti in Spagna, guadagnando il suo primo disco di platino in soli sette giorni.
Il tour 2008 è iniziato a Saragozza e terminato a Roquetas de Mar (Almería) a novembre, con il supporto di una nuova band della quale fanno parte Coki Jiménez (batteria), Zulaima Boheto (tecnico del suono), Octavio Vinck (chitarra acustica), Iván González (bassoo) e Quique Mavilla (tastiere).
Il 27 giugno hanno partecipato ad un concerto di beneficenza organizzato dalla Fondazione 46664 ad Hyde Park (Londra), nel quale sono saliti sul palco anche i Simple Minds, Annie Lennox, Queen + Paul Rodgers, Sugababes, Razorlight e Zucchero Fornaciari.

### Hacia lo salvaje
In parte del 2010 e negli inizi del 2011 il duo presentó diversi concerti acustici introducendo nuove canzoni quali Hacia lo salvaje, Como un martillo en la pared, Cuando suba la marea, Si las calles pudieran hablar, ecc;
L'album fu pubblicato il 27 Settembre 2011, composto da 12 canzoni; le canzoni furono registrate nello studio madrileño del duo, con la partecipazione di Eva Amaral, Juan Aguirre, Toni Toledo e Chris Taylor.
Hacia lo salvaje è stato nominato il terzo disco spagnolo più importante del 2011 dalla rivista Rolling Stone.

### Nocturnal
Nell'Ottobre 2015 viene lanciato il disco Nocturnal; il primo singolo fu Llevame muy lejos; L'album ha raggiunto il disco d'oro poco dopo il suo lancio; è arrivato al terzo posto della classifica spagnola
Dopo il gran successo dato da critica e pubblico, il disco fu suonato nel Teatro Real di Madrid con l'orchestra sinfonica, a scopo benefico.

### Salto al color
nel 2019 viene pubblicato l'ottavo disco della band spagnola; le canzoni sono tutte composte dal duo, eccetto "Ondas do mar de Vigo", cantico composto dal gallego Martin Códax; nella prima settimana della sua pubblicazione ha raggiunto il numero 1 della lista Promusicae.

## Discografia

### Album
- 1998 - Amaral
- 2000 - Una pequeña parte del mundo
- 2002 - Estrella de mar
- 2005 - Pájaros en la cabeza
- 2008 - Gato negro ◆ Dragón rojo
- 2011 - Hacia lo salvaje
- 2015 - Nocturnal
- 2019 - Salto al color

### Singoli
1. "Rosita"
2. "Tardes"
3. "No sé qué hacer con mi vida"
4. "Un día más"
5. "Voy a acabar contigo"
6. "Cómo hablar"
7. "Subamos al cielo"
8. "Cabecita loca"
9. "Cómo hablar (versión acústica)"
10. "Sin ti no soy nada"
11. "Te necesito"
12. "Toda la noche en la calle"
13. "Moriría por vos"
14. "Estrella de mar"
15. "Salir corriendo"
16. "El universo sobre mí"
17. "Días de verano"
18. "Marta, Sebas, Guille y los demás"
19. "Resurrección"
20. "Revolución"
21. "Si tú no vuelves" (Con Chetes)
22. "Escapar" (Con Moby)
23. "Kamikaze"
24. "Tarde de domingo rara"
25. "Perdóname"
26. "El blues de la generación perdida"
27. "Hacia lo salvaje"

### DVD
- 2005 - El comienzo del Big Bang

## Duetti
1. "20 de abril" (Celtas Cortos)
2. "El viento a favor" (Enrique Bunbury)
3. "Ingenuo" (Al este del Edén)
4. "Como hablar" (Antonio Vega)
5. "El viento a favor" (Enrique Bunbury)
6. "Años 80" (Piratas)
7. "Te necesito" (La Ley)
8. "Más allá" (La Ley)
9. "Si tú no vuelves" (Chetes)
10. "Buena chica" (con Los Secretos)
11. "La noria" (con Pereza)
12. "Escapar (Slipping Away)" (con Moby)

## Cover
1. "Nada de nada" (di Cecilia)
2. "La noche que la luna salió tarde" (degli 091)
3. "Media Verónica" (di Andrés Calamaro)
4. "Tren de medianoche"
5. "Si tú no vuelves" (di Miguel Bosé)
6. "Años 80" (di Los Piratas)
7. "Camins" (di Sopa de Cabra, in catalano)

## Versioni in altre lingue
1. "Senza te non sono niente" ("Sin ti no soy nada" in italiano)
2. "Di te ho bisogno" ("Te necesito" in italiano)
3. "Estrella de mar" ("Estrella de mar" in inglese)

## Altre canzoni
1. "Al final"
2. "Noche de cuchillos"

## Brani acustici in studio
1. "Tardes"
2. "Cómo hablar"
3. "Estrella de mar"
4. "Sin ti no soy nada"
5. "Moriria por vos"
6. "En sólo un segundo"
7. "El universo sobre mí"
8. "Días de verano"
9. "Revolución"
10. "Mi alma perdida"
11. "Esta madrugada"
12. "No soy como tú"
13. "El artista del alambre"